# Velocità radiale
La velocità radiale di un oggetto rispetto ad un dato punto è il tasso di variazione della distanza tra l'oggetto e il punto. La velocità radiale è la componente radiale della velocità dell'oggetto, cioè quella rivolta al punto, parallela al raggio che collega l'oggetto e il punto.
La velocità radiale di una stella o di altre sorgenti luminose distanti può essere accuratamente misurata mediante uno spettro ad alta risoluzione, confrontando la lunghezza d'onda delle linee spettrali degli elementi chimici dell'oggetto con le linee spettrali degli stessi elementi presi in un laboratorio.
Infatti la luce di un oggetto o di una stella sarà soggetta all'effetto Doppler, così la lunghezza d'onda della luce aumenterà in caso di allontanamento dell'oggetto (redshift o spostamento verso il rosso), e decrementerà nel caso dell'avvicinamento all'oggetto (blueshift o spostamento verso il blu).

Strumento per misurazione della velocità radiale presso l'osservatorio di La Silla. 1974

In molte stelle binarie i moti orbitali di solito causano una variazione nella velocità radiale di diversi chilometri al secondo. Nel momento in cui lo spettro di queste stelle varia a causa dell'effetto Doppler, queste vengono chiamate binarie spettroscopiche. Lo studio della velocità radiale può essere utilizzato per stimare le masse delle stelle, e alcuni elementi orbitali, come l'eccentricità e il semiasse maggiore. Lo stesso metodo viene utilizzato anche per individuare la presenza di pianeti che orbitano attorno alle stelle.